# Заменска трансфузија
Заменска трансфузија или ексангвинотрансфузија двоструког волумена (ЕТР) је замена одређене запремине крви са глобуларним тромбоцитима или пуном крвљу у малим фракцијама, под строгим стерилним условима уз континуирано праћење виталних знакова.   ЕТР је техника која се углавном користи за одржавање билирубина у серуму испод нивоа неуротоксичности, током лечења хипербилирубинемија и хемолитичке болести новорођенчета, када друге методе терапије (као што је, нпр  рана и интензивна употреба фототерапије) нису више ефективне. Корекцијом анемије и жутице, код алоимуне хемолитичке болести новорођенчета, заменска трансфузија има за циљ да уклони слободна мајчина антитела у плазми и замени велики део сензибилизованих еритроцита са антиген негативним еритроцитима који би требало да имају нормално преживљавање ин виво.
Крв пацијента се уклања и замењује дарованом (донираном) крвљу или компонентама крви. ЕТР се може обавити ручно или помоћу машине (аферезом  - екстракорпоралним пречишћавањем крви које уклања штетне патогене, активне биотоксине, оштећена антитела, остатке синтетичких токсина, макромолекуле, циркулишуће тешке метале, инфламаторне цитокине или ћелије из крви или плазме пацијента). Након што се патогени агенси уклоне у високо софистицираној екстракорпоралној циркулацији, тако обрађена крв се враћа пацијенту одмах након пречишћавања.
Већина трансфузија крви које укључује додавање крви или крвних производа без уклањања крви, познате су и као једноставне трансфузије или допунске трансфузије.
Скоро све заменске трансфузије  су алогене (односно, нова крв или крвни производи долазе од друге особе или особа, путем дароване крви); могућа је трансфузија аутологне размене (користећи банкарство аутологне крви), али нема много ситуација у којима се за њом јавља потреба, јер већина аутологних трансфузија не укључује размену.

## Индијкације
Најчешће индикације за ЕТР су:
- висок број црвених крвних зрнаца код новорођенчета (неонатална полицитемија)
- Рх-индукована хемолитичка болест новорођенчета
- озбиљне промене у телесној хемији
- тешка жутица код новорођенчета која не реагује на фототерапију
- тешка криза српастих ћелија
- токсични ефекти одређених лекова

Према Смерницама Америчког друштва за аферезу, осмо издање, објављене 2019. године, постоји дугачка листа болести са индикацијама за ЕТР која се може применити самостално или заједно са другим терапијама.  Са те листе на овој страници наведене су неке од најчешћих индикација.

### Болест српастих ћелија
Болест српастих ћелија је аутозомно рецесивна група наследних поремећаја који утичу на производњу бета-глобинских подјединица хемоглобина. У епизодама физичког вређања (нпр хипо/хипертермија, дехидрација, стрес од емоција, хипоксија, итд.) округла црвена крвна зрнца се трансформишу у крути српасти облик који не пролази лако кроз васкулатуру. 
Како српасте ћелије имају ненормално кратак животни век то резултује анемијом код оболеле особе. 
Поред тога, пацијенти који пате од болести српастих ћелија такође су предиспонирани на одређене бактеријске инфекције и болне вазо-оклузивне догађаје познате као криза српастих ћелија, мождани удар и смрт поред других коморбидитета. 
Терапијска размена плазме која је индикована за тешку анемију и мултиорганску инсуфицијенцију. има за циљ да се смањи вазооклузију снижавањем српастог хемоглобина на ниво испод 30% и повећа засићења хемоглобина кисеоником. Најмање једна студија је показала да ЕТБ има синергистичке ефекте са терапијом размене црвених крвних зрнаца код пацијената са затајењем више органа.

### Неонатална полицитемија
Неонатална полицитемија је неонатално стање у коме је хематокрит  >65% код новорођенчета рођеног у термину. То је резултат хромозомских аномалија, синдром међублизаначке трансфузије  или ограничења раста у материци. Ова деца су у опасности од хипервискозности крви и могу развити симптоме хипогликемије, цијанозе и апнеје ако се брзо не лече интравенском хидратацијом. 
Терапијска размена плазме је индикована за прогресивне симптоме рефракторне на почетни третман. Ово се мора започети брзо јер хематокрит достиже врхунац неколико сати након рођења. 
У систематском прегледу и мета-анализи, откривено је да је кристалоид био подједнако ефикасан као колоид у управљању хематолошким стањем коришћењем трансфузије делимичне размене.

### Неонатална хипербилирубинемија
Неонатална хипербилирубинемија се јавља када новорођенче рођено >35 недеља има укупан билирубин (ТБ) >25 mg/dL. Узроци су или физиолошки (пролазни период неусклађене повећане производње црвених крвних зрнаца и метаболизма билирубина) или патолошки (бројна стања болести која укључују имуно посредовану хемолизу). Ова беба су изложена ризику од повреде мозга услед неуролошке дисфункције изазване билирубином у којој билирубин прелази крвно-мождану баријеру и накупља се унутар ткива. 
Фототерапија  ултраљубичастим светлом је основа терапије, међутим, ЕТР је индикована за упорно повишене нивое укупног билирубина. Двострука трансфузија ће уклонити око 50% до 75% ТБ из вредности пре размене. Трострука замена уклања приближно 95% ТБ, али је ретко потребна. 
Због превисоке цене још напреднијих терапија као што су интраутерина трансфузија и терапија имуноглобулинима, ЕТР је примарна алтернатива фототерапији у лечењу тешке хипербилирубинемије у свету у развоју.

### Бабезиоза
Бабезиоза је болест коју изазива паразит Бабесиа мицроти. Носи га и преноси јеленски крпељ, Икодес сцапуларис, а може бити и резултат преношења са заражене мајке на фетус или трансфузије инфицираних крвних производа. Паразит инфицира, умножава и уништава црвена крвна зрнца што доводи до хемолитичке анемије и симптома сличних грипу. Режим лечења атовакуона и азитромицина се често користи за некомпликоване случајеве. Тешки случајеви који укључују оштећење крајњег органа (респираторни дистрес, сепса, итд.) могу имати користи од терапијске размене плазме – смањење оптерећења паразитима, исправљање анемије и уклањање инфламаторних медијатора и токсичних нуспроизвода.

### Гијан-Бареов синдром
Гилен-Бареов синдром (ГБС), или акутна инфламаторна демијелинизирајућа полирадикулонуропатија, је акутни имунолошки посредован поремећај који циља на мијелин периферног нервног система. Ово је обично изазвано претходним бактеријским или вирусним инфекцијама гастроинтестиналног или респираторног тракта. 
У почетку, симптоми су утрнулост и слабост обострано која почиње у дисталним деловима екстремитетета и напредује проксимално. ГБС може постати опасан по живот ако је укључена инервација срчаног и плућног система, или када се развије тешка слабост скелетних мишића на зиду грудног коша. 
Лечење је мере подршке заједно са интравенским имуноглобулинима и ЕТР за тешке случајеве. Реактант акутне фазе, фибриноген у плазми, је повишен у акутном ГБС и његов ниво је обрнуто повезан са успехом лечења. Третман са ЕТР се спроводи све док се не примети континуирано смањење фибриногена у плазми од 30%.

### Миастенија гравис
Миастенија гравис (МГ) је аутоимуна болест коју карактерише хронична билатерална слабост скелетних мишића, посебно очних, оралних и мишића лица. Значајна слабост екстремитета и парализа респираторних мишића обично се јављају само у случајевима мијастеничне кризе. 
МГ је узрокован антителима на рецептор ацетилхолинестеразе  на терминалној завршној плочи неуромишићног споја. Клиничку презентацију објашњава последица смањене активности ацетилхолинестеразе због инхибиције и смањења броја рецептора ацетилхолинестеразе. 
Третман обично укључује инхибитореа ацетилхолинестеразе  и имуносупресиве. ЕТР уклањање антитела на ацетилхолин рецептор је индиковано за тешке егзацербације које укључују булбарну дисфункцију и/или респираторни компромис. Циљеви лечења су краткорочно побољшање снаге скелетних мишића и моторичких перформанси (преко преноса неуромишићног споја), као и побољшање респираторне функције.

### Хепарином индукована тромбоцитопенија
Хепарином индукована тромбоцитопенија (ХИТ) је стање посредовано антитромбоцитним антителима које резултира тромбоцитопенијом и тромбофилијом. Хепарин везан за хемокин, тромбоцитни фактор 4 (ПФ4), изазива имуни одговор усмерен против ове структуре. Настали комплекс ИгГ, ПФ4 и хепарина се везују за тромбоците и даље активирају изазивајући тромби и тромбоцитопенију. Почетни третман укључује прекид хепарина. 
Терапеутска размена плазме је индикована у тешким или упорним случајевима за уклањање таквих "ХИТ комплекса". Недавно истраживање међународне праксе открило је кардиоваскуларну хирургију праћену тромбозом повезаном са ХИТ-ом као најчешћи разлог за профилактички третман поновне изложености код пацијената којима је потребан хепарин. Течност која је замењена је често била плазма, а појаве лечења су зависиле од лабораторијског/клиничког одговора.

### Тромботичка тромбоцитопенична пурпура
Тромботичка тромбоцитопенична пурпура (ТТП) је стање посредовано аутоантителом које карактерише тромбофилија и тромбоцитопенија. Често идиопатски, стопа смртности од ТТП-а прелази 90%, ако се не лечи. Антитела унакрсно реагују против ензима АДАМТС13, који катализује деградацију вон Виллебранд фактора (вВФ). Када је АДАМТС13 инхибиран, деловање вВФ-а је неометано и настаје тромбофилија. Симптоми укључују дифузну екхимозу и петехије, жутицу, грозницу, слабост, главобољу, конфузију, тахикардију и тахипнеју. ЕТР се користи за уклањање ИгГ и снабдевање функционалним АДАМТС13. Размена плазме је ефикаснија од инфузије плазме. ЕТР се спроводи свакодневно док се нивои лактат дехидрогеназе (која се повећава у тромбофилним стањима) и тромбоцита не нормализују.

### Гудпасцеров синдром
Гудпасцеров синдром (ГПС) или болест анти-гломеруларне базалне мембране је идиопатска, аутоимуна болест усмерена против базалне мембране (алфа-3-подјединице колагена типа ИВ) у ткивима јединственим за плућа и бубреге. Симптоми се обично састоје од болова у грудима, кратког даха, хемоптизе и хематурије. Смртност је висока без правилне дијагнозе и интервенције. Лечење имуносупресивима и ТПЕ смањује бубрежне и плућне повреде и обезбеђује олакшање симптома. Анти-ГБМ се брзо смањују са ТПЕ и имуносупресијом, служећи тако као ефикасан маркер за вођење текуће терапије.

### Трансплантација бубрега
Трансплантација бубрега је још једна индикација за примену ЕТР. Индикован је пре, током и после трансплантације. ЕТР помаже у десензибилизацији имуног система и уклањању антитела која оштећују бубрежну васкулатуру након трансплантације и потенцијално утиче на одбацивање трансплантата.

### Маларија
Маларија је болест коју изазива неколико врста паразита Пласмодијума, који се обично преноси преко комарца Анофелес. Једном у крвотоку, паразит инфицира и уништава ћелије јетре и црвене крвне ћелије. Тешки симптоми слични грипу као што су дрхтавица и знојење, дифузни бол у телу и слабост праћена жутицом и респираторним дистресом су обележја болести. Смрт није неуобичајена. 
Лечење са заснива на примени антималаријских лекова (често комбинованом терапијом са артемисинином) који су обично ефикасни  у некомпликованим случајевима. Иако није одобрен од стране Светске здравствене организације или америчких центара за контролу и превенцију болести, ЕТР се повремено користи. 
Једна ретроспективна студија открила је различите резултате након примене ЕТР са уоченим физиолошким побољшањима (функције јетре и инфламаторних маркера), али без побољшања у оптерећењу паразитима или болесном стању.

## Клинички значај
Терапијска замене плазме је корисна процедура за елиминацију из циркулације одређеног патолошког ентитета. Обично је резервисан као додатак лечењу или када су почетне терапије неуспешне. 
На основу водича заснованог на доказима за огромну колекцију болести које захтевају овај третман, у зависности ид болести и стања пацијента, ЕТР  неопходна је координација неге међу различитим здравственим особљем како би се:
- осигурала безбедност пацијената,
- адекватна терапија у свакој конкретној ситуацији
- примена алтернативних и/или помоћних терапија индицираних за одређеног пацијента.

## Заменска трансфузија код  хемолитичке болести фетуса и новорођенчета
Рана заненска трансфузија изводе се у року од 9 до 12 сати од рођења код новорођенчади са тешком хемолитичком болести фетуса и новорођенчета (еритробластоза).  Критеријуми за рану заменску трансфузију су:
- нивои хемоглобина из пупчане врпце ≤10  g/L,

- нивои билирубина из пупчане врпце ≥ 5,5  mg/dL
- брзо растући нивои билирубина ≥ 0,5 mg/dL/h упркос фототерапији

Касна заменска трансфузија изводи се када ниво билирубина у серуму прети да пређе 20 mg/dLкод доношене деце са тешком алоимуном хемолитичком болести фетуса и новорођенчета. На том нивоу је ризик од керниктеруса приближно 10%.  

## Компликације
Компликације и општи ризици су исти као и код сваке трансфузије. Остале могуће компликације укључују:
- стварање угрушака крви
- промене у хемији крви (висок или низак калијум, низак калцијум, низак ниво глукозе, промене у ацидо-базној равнотежи у крви)
- проблеми са срцем и плућима
- инфекција (овај ризик је значајно смањен захваљујући пажљивој анализи крви)
- шок услед неадекватне замене количине крви.

Недавна ретроспективна кохортна студија која је обухватила 1.201 терапијску процедуру размене плазме, спроведену код 435 деце, показала је следећу учесталост најчешћих компликација:
- пруритус/уртикарија (7%),
- хипертензија (1,92%)
- хипотензија (1,17%)

- тешке компликација (криптококоза неоформанс, анафилактички шок и токсична епидермална некролиза) код 5 пацијената (0,42%).